# Haringvlietdammen

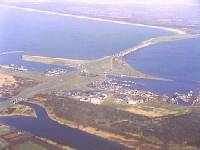
Haringvlietdammen

Haringvlietdammen (nederländska: Haringvlietdam) är en sluss- och dammbyggnad och översvämningsbarriär nära Hellevoetsluis i provinsen Zuid-Holland i sydvästra Nederländerna. Barriären ska skydda vid hotande översvämningar från Nordsjön och utgör en del av Deltawerken och invigdes 1971.

## Geografi
Hela skyddsbarriären sträcker sig mellan Nordsjön och vattendraget Haringvliet. Dammen förbinder kommunerna Hellevoetsluis och Westvoorne på ön Voorne-Putten i norr med kommunen Goeree-Overflakkee i söder i provinsen Zuid-Holland. Dammen skiljer Haringvliet från Nordsjön.

## Konstruktionen
Haringvlietdammen har en total längd om cirka 5 000 meter där slussområdet har en längd om cirka 1 500 metermed en höjd på cirka 10 meter över vattenytan (NAP) vid Goereese sluis. Under konstruktionen byggdes först en linbana varifrån över 100 000 betongblock om cirka 2 500 kg vardera tippades i vattnet. Metoden hade utvecklats under byggandet av Grevelingendammen.
Det finns en sluss, Goereese sluis, i barriärens södra del där fartyg kan passera. 
Ovanpå dammen löper en bro som del av nederländska riksväg 57 (Rijksweg 57).
Dammens funktion förutom översvämningsskydd är att reglera vattenflödet från floderna Rhen och Maas till Nordsjön. Till detta finns 17 slussar (silslussar) som används till vattenreglering.

## Historia
Första spadtaget på dammen gjordes 1956, själva dammbygget inleddes 1958 och slussbygget inleddes 1961. Slussen färdigställdes i juni 1966 och dammen färdigställdes i hösten 1970. Haringvlietdammen invigdes officiellt den 15 november 1971.